# Gerald McBoing-Boing (série télévisée d'animation)
Cet article possède un paronyme, voir Boing Boing.
Pour le film d'animation du même nom, voir Gerald McBoing-Boing.
Gerald McBoing-Boing est une série télévisée d'animation américaine créée d'après le personnage éponyme imaginé par Theodor Seuss Geisel et diffusée entre le 22 août 2005 et le 28 novembre 2007 sur Cartoon Network et Télétoon. 26 épisodes (52 segments) ont été produits pour la première saison. La deuxième saison a été créée pour la première fois sur Télétoon dès les premiers épisodes en 2008 et la chaîne a ensuite créé le reste le 20 janvier 2010 dans le cadre d'un day-thon de longue date sur le thème de Gerald McBoing Boing. Ce marathon a été diffusé avant L'Île des défis extrêmes, dont une publicité perdue a été diffusée le même jour, Chris McLean a annoncé le marathon.
En France, la série était diffusée sur Boomerang, désormais, elle est diffusée sur Boing France dans l'émission Cartoonito et Télétoon+.

## Synopsis
Cette série met en scène les mésaventures d'un garçon âgé de six ans qui ne s'exprime pas avec des mots mais avec des sons. Cette faculté engendre de nombreux malentendus…

## Épisodes

### Saison 1
1. Coucous et pirates / Parades, klaxons et momies marmonnantes (Cuckoos & Pirates / Parades, Honking & Mumbling Mummies)
2. Singes, lutte et le plus grand super espion du monde / Le dentiste, le mouton et les deux cadeaux d'anniversaire (Monkeys, Wrestling & The World's Greatest Super Spy / The Dentist, The Sheep & The Two Anniversary Gifts)
3. Fantômes, hiboux et une méchante sorcière / Art, verre et la jungle sombre et profonde (Ghosts, Owls & An Evil Witch / Art, Glass & The Deep Dark Jungle)
4. Carnavals, téléphones et dragons éternuants / Voitures, abeilles et chiots magiques (Carnivals, Phones & Sneezing Dragons / Cars, Bees & Magic Puppies)
5. Bonnes actions, bibliothécaires et extraterrestres / Tornade, poulet et cirque (Good Deeds, Librarians & Aliens / Tornado, Chicken & Circus)
6. Burp, blues pleurnichard et le retour de Scritchy McBeard / Vidéos, chats et super-héros (Burp, Cry Baby Blues & The Return of Scritchy McBeard / Videos, Cats & Superheroes)
7. Astuces de chien, monnaie de rechange et bonhommes de neige perdus / Mini-golf, dames et mauvaises manières (Dog Tricks, Spare Change & The Lost Snowmen / Mini-Golf, Checkers & Bad Manners)
8. Balançoires, canettes et l'as volant / Photos, radios et chevaliers (Swings, Cans & The Flying Ace / Photos, Radio & Knights)
9. Tige chaud, ascenseurs et Génie Meanie / Souriez, les oiseaux et les enfants des cavernes (Hot Rod, Elevators & Genie Meanie / Cheese, Birds & Cave Kids)
10. Évasions, cache-cache et le haricot magique / Coupes de cheveux, l'opéra et l'alligator albinos (Hide-N-Seek, Escapes & The Beanstalk / Haircuts, Opera & The Albino Alligator)
11. Camping, chiens de garde et Janinerella / Quincaillerie, cheveux et météo poilue (Camping, Watchdogs & Janinerella / Hardware, Hair & Hairy Weather)
12. Glâce fine, chaussures grinçantes et lutins / Musée, coyotes et course autour du monde (Thin Ice, Squeaky Shoes & Leprechauns / Museum, Coyotes & A Race Around the World)
13. Marelle, câlins et bossus / Chiens, chevaux et monstres perdus (Hopscotch, Hugs & Hunchbacks / Lost Dogs, Horses & Monsters)
14. Soirée pyjama, tableau noir et vache de Troie / Pop-corn, ombres et 20 000 boings sous les mers (Sleepover, Chalkboard & Trojan Cow / Popcorn, Shadows & 20,000 Boings Under the Sea)
15. Burping Hero, Dog Whistle et l'incroyable Gerald qui rétrécit / Jeu, nettoyage et quête de la couronne royale (Burping Hero, Dog Whistle & The Incredible Shrinking Gerald / Play, Cleaning & The Royal Crown Quest)
16. Télescopes, hoquet et le «Boing Boing Express» / Clubs de lecture, brocoli et le puissant Ding Dong (Telescopes, Hiccups & The Boing Boing Express / Book Clubs, Broccoli & The Mighty Ding Dong)
17. Fort, service au volant et «Ben Hur» / Piqûres, bips et pings (Loud, Drive-thru & Ben Hur / Stings, Beeps & Pings)
18. Monstres, souffleuses à neige et la planète Coucher / Foires, mimes et dragons (Monsters, Snowblowers & The Planet Bedtime / Fairs, Mimes & Dragons)
19. Docteur, pigeons et Gerald McShakespeare / Petite sœur, craie et le Roi Gerald (Doctor, Pigeons & Gerald McShakespeare / Baby Sister, Chalk & King Gerald)
20. Glace, brouillard et les loups / Enchères, «Soda Pop» et le voleur de surf (Ice, Fog & Wolves / Auctions, Soda Pop & The Surfing Thief)
21. Karaté, boires et «Ride-lstiltskin» / Claquettes, convertibles et les trois mousquetaires (Karate, Slurps & Wrinklystiltskin / Tap-Dancing, Convertibles & The Three Musketeers)
22. Magie, douches et sirènes / Boîtes à lunch, lave-auto et robot Jacob (Magic, Showers & Mermaids / Lunchboxes, Car Wash & Robot Jacob)
23. Avions, perroquets et vêtements de fête / Grognements, papiers et chevaux volants (Planes, Parrots & Party Clothes / Growls, Paper & Flying Horses)
24. Poissons, skis et fusées / L'étoile de roche, l'homme fort et «Nommez ce son» (Fish, Skis & Rocket Ships / Rockstar, Strongman & Name that Sound)
25. Sports, Banques et Reine Long-gros-nez IIIr, parcs et princesses (Sports, Banks & Queen Long Big Nose the Third / Pinball, Parks & Princesses)
26. Lumière rouge, pluie et fleurs qui éternuent / Arcades, scanners et journaux (Red Light, Rain & Sneezing Flowers / Arcades, Scanners & News)

### Saison 2
(En construction)

## Commentaires
Cette série est une adaptation d'un film d'animation intitulé Gerald McBoing-Boing, sorti en 1950 et récompensé la même année par l'Oscar du meilleur film d'animation, qui avait déjà donné naissance, en 1956, au Gerald McBoing-Boing Show.